# Manfred Wong
Manfred Wong (王文雋 Wong Man-Chun; nascut el 5 de juny de 1957, a Hong Kong) és una personalitat de la ràdio, productor de cinema i guionista de Hong Kong, director de cinema i actor. És conegut sobretot per la seva participació com a escriptor de la sèrie de pel·lícules Young and Dangerous.

## Biografia
Nascut el 1957 a Hong Kong, Wong havia estudiat a St. Paul's Convent School. Després, es va especialitzar en comunicacions a la Col·legi Baptista, però va abandonar abans d'acabar i va ocupar el càrrec com a redactor de televisió. El 1972, va treballar com a escriptor per a revistes i diaris. El 1977, es va convertir en guionista a RTV i va participar en diverses sèries dramàtiques com Reincarnated i Dragon Strike. Va entrar a la indústria cinematogràfica el 1979, treballant en el vessant creatiu de la producció.
El 1995 va formar una associació amb el director-cineatògraf Andrew Lau i l'escriptor-productor-director Wong Jing per establir BoB and Partners Co. Ltd., l'equip creatiu més conegut per la seva creació del molt reeixit Young and Dangerous que va establir un èxit de rècord de taquilla. El "BoB" significa "Best of the Best".

## Filmografia
Guionista
- The Last Tycoon (2012)
- Bruce Lee, My Brother (2010)
- Loving Him (2002)
- Women From Mars (2002)
- For Bad Boys Only (2000)
- Born to Be King (2000)
- Tau mung (2000)
- Those Were the Days... (2000)
- A Man Called Hero (1999)
- Sex and Zen III (1998)
- The Storm Riders (1998)
- Young and Dangerous: The Prequel (1998)
- Portland Street Blues (1998)
- Young and Dangerous 5 (1998)
- Young and Dangerous 4 (1997)
- Young and Dangerous (1996)
- Young and Dangerous 2 (1996)
- Young and Dangerous 3 (1996)
- Street Angels (1996)
- The Trail (1993)
- Deadly Dream Woman (1992)
- The Perfect Match (1991)
- Yu pui tsuen II (1987)
- Rich and Famous (1987)
- Soul (1986)
- Dream Lovers (1986)
- Carry on Doctors and Nurses (1985)
- Twinkle Twinkle Little Star (1983)
- Everlasting Love (1983)
- Lonely Fifteen (1982)
- Duel to the Death (1982)
- Encore (1980)